# Pieris cheiranthi
Pieris cheiranthi es una especie de lepidóptero ditrisio de la familia Pieridae endémica de las islas Canarias.

## Distribución

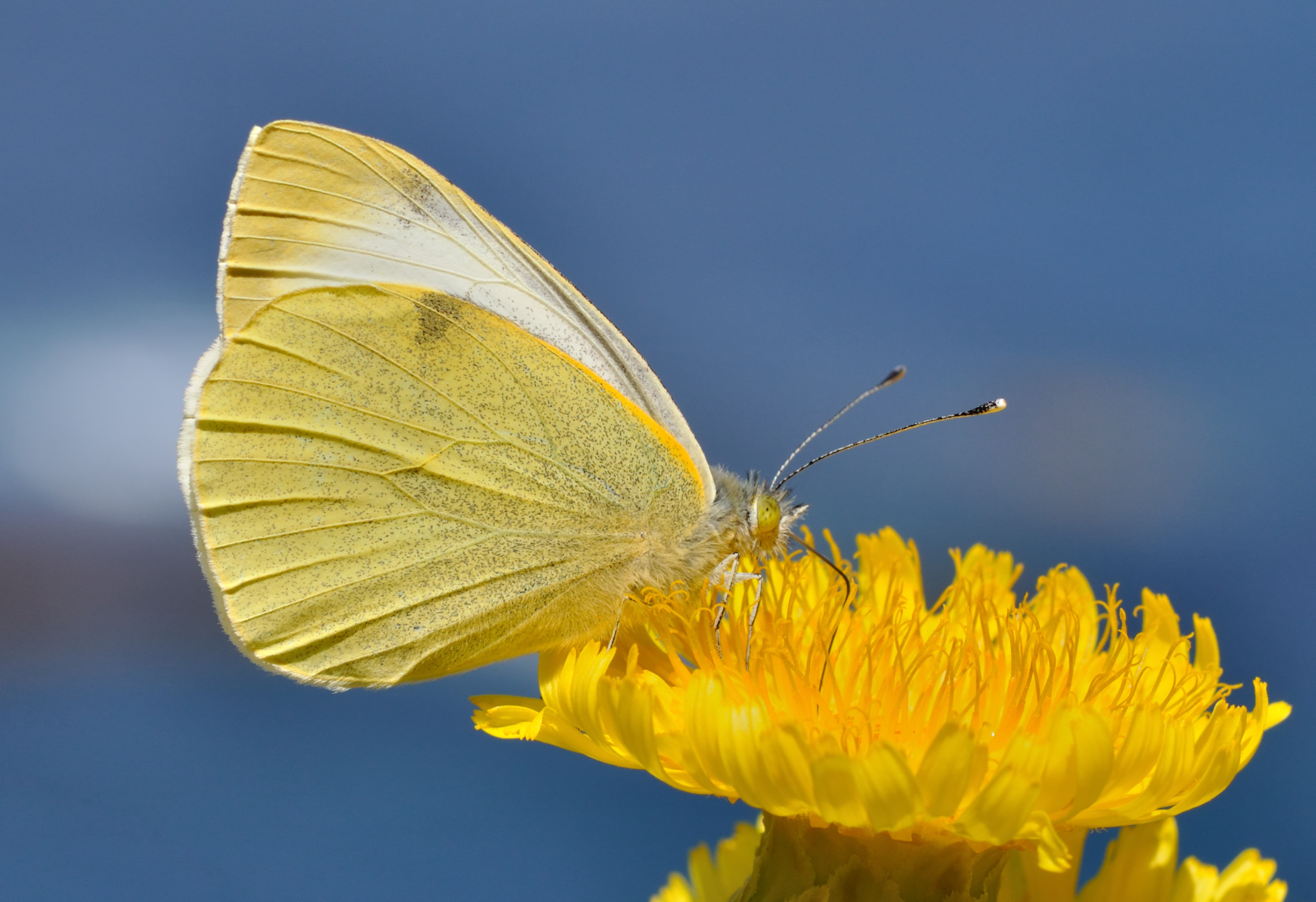
Pieris cheiranthi libando sobre una flor.

La distribución original de esta especie incluía las islas de Tenerife, La Palma y La Gomera aunque actualmente la población de esta última isla se considera extinta. La población tinerfeña pertenece a la subespecie P. cheiranthi cheiranthi, mientras que las de La Gomera y La Palma se encuadran en la subespecie P. cheiranthi benchoavensis. Mientras que en La Palma está muy extendida, en la isla de Tenerife sólo aparece en la región costera de la zona norte. Ocupa un área total de unos 350 km², repartidos entre 5 localizaciones situados entre los 200 y los 1400 metros de altitud, rango en el que se encuentran los bosques de laurisilva que representan su hábitat natural.
Ha sido citada en la isla de Gran Canaria, pero probablemente se trate de individuos introducidos accidentalmente o divagantes.

## Ecología
Esta especie se cría en zonas húmedas y sombreadas, en barrancos rocosos acantilados dentro de los bosques de laurisilva. Los huevos son depositados en las hojas de Crambe strigosa, una especie de planta endémica de lugares húmedos en los bosques de laurisilva y en la Tropaeolum majus, que es una especie introducida. En la isla de La Palma probablemente también use como plantas nutricias a Descurainia millefolia y Lobularia canariensis. Las orugas son gregarias, pero se dispersan en los estadios larvales tardíos.

## Conservación
Esta especie se ve amenazada debido a la destrucción de su hábitat debida a la presión antropogénica. También se baraja que una causa de su disminución sea la introducción de la avispa parásita Cotesia glomerata.